# Maradj talpon!
A Maradj talpon! egy szórakoztató műveltségi vetélkedő volt, amely 2011 és 2017 között futott először az M1-en, majd a Dunán. A produkció az izraeli La'uf al HaMillion című műsor licencelt változata volt. 2011. október 3-án indult a közszolgálati csatorna 2011-es struktúraváltásának részeként. A kvízműsor házigazdája Gundel Takács Gábor volt.
A műsort pihentették a 2013/2014-es televíziós idényben – ekkor A következő! című vetélkedőt sugározták szintén Gundel Takáccsal –,  a következő idényben a műsor visszatért a képernyőre.
A 2017 elején nyilvánosságra került versenyzőletiltás miatt Gundel Takács felmondott (lásd a későbbi szakaszt), a már leforgatott epizódokat követően a helyét 2017 márciusától Héder Barna vette át .
A vetélkedő 2017 júniusában végleg lekerült a műsorról.

## A játék menete
A kvízműsorban egy játékos küzd meg tíz másikkal. A párbajozó játékosok felváltva egy-egy kérdést kapnak, melynek megválaszolására húsz másodpercük van. A középen álló játékosnak két passzolási lehetősége van, a többieknek erre nincs lehetőségük. Amennyiben valaki nem tudja időben helyesen megválaszolni a kérdést, megnyílik az alatta lévő csapóajtó, és leesik, ilyenkor derül ki az, hogy mekkora összeget is „nyert” a párbajozó. A következő összegekből kettő-kettő található a játékosoknál: 100, 125 000, 250 000, 500 000 és 1 000 000. Amennyiben a tíz játékos közül valakinek sikerül kiejtenie a középen álló játékostársát, megnyeri a saját tábláján szereplő összeget. Ha a "fő" játékos mind a tíz párbajt sikeresen megvívja, 25 millió forintot nyer. Van lehetőség a megállásra is: az ötödik sikeres párbaj után az összegyűjtött összeg felét azonnal elviheti a játékos; ha továbbmegy, kap még egy passzolási lehetőséget, de még legalább két párbajt meg kell vívnia, hogy elvihesse a hetedik párbaj után az összeg háromnegyed részét. Ezután már minden párbaj után kiszállhat a teljes összeggel. Ha mind a tíz ellenfelét legyőzi, megnyeri a főnyereményt. Ha a tizedik párbajban kiesik a fő játékos, az ellenfél nem az előtte lévő összeget nyeri, hanem a résznyeremények összegét, 3 750 200 forintot.
Ha egy játék végére kevés ellenfél marad, egy gyorsjátékot játszanak: a játékosok sorban kapnak villámkérdéseket, melyekre 10 másodpercük van válaszolni. Minden helyes válasz esetén 25 000, illetve ha a gyorsjáték elején maximum hárman vannak, 50.000 forintot helyeznek egy nyereményalapba. Aki rosszul felel, leesik. Aki utoljára marad, megnyeri az összegyűjtött pénzt.

## Nézettség
A 2011. októberi indulás után három héttel elmondható volt, hogy minden második magyarországi felnőtt belenézett a vetélkedőbe. Október harmadik hetében átlagosan 1 000 000 néző tekintett bele a szórakoztató műveltségi vetélkedőbe. A műsor indulása óta a közszolgálati csatorna nézettsége a kora esti idősávban 3,5-szeresére nőtt, 2011 novemberében már több mint 600 000 nézője volt a műsornak. A produkció jól teljesít – a hirdetők által favorizált – 18-49-es korcsoportban is. 2011. november 21-én az is megtörtént, hogy – bár a műsor alulmaradt a két kereskedelmi csatorna híradójával szemben – egy rövid ideig felülkerekedett a TV2 ÖsszeEsküvők és az RTL Klub Fókusz című műsorain.
A vetélkedő jól teljesített az M2-n való ismétlésekor is: 2011 44. hetében a közszolgálati csatorna kettes adójának legnézettebb műsora a Maradj talpon! ismétlése volt. Az is előfordult már, hogy az M2-n futó ismétlés megverte az M1 műsorát.

## A titokzatos zuhanás
A műsorban elvérző játékosok alatt szó szerint megnyílik a föld, és egy csapóajtón keresztül lezuhannak. Azt a műsorban sosem mutatják be, vagy árulják el, hogy ezekkel a versenyzőkkel mi történik. A műsor gyártója, a Show and Game szerint a zuhanást övező titokzatosság fontos imidzse a műsornak, épp úgy, mint a korábban szintén általuk készített Áll az alkuban szereplő igazgató úr karaktere. Az esés miatt a műsornak speciális castingja van, azaz nem elég szellemileg megfelelni, hanem fizikailag is alkalmasnak kell lenni egy-egy versenyzőjelöltnek: a jelentkezőket a 18-55 év közötti korosztályokból várják; az életkoron túl kizáró ok többek között a csípőprotézis, az epilepszia, bárminemű krónikus betegség, továbbá az egyensúlybeli probléma, a cukorbetegség, a 110 kg feletti testtömeg, és nem kerülhet játékba várandós nő sem. Ezeken kívül a különféle fogyatékosság is kizáró ok. A játékosok minden esetben aláírnak egy szerződést, ezzel vállalják az esés minden következményét. A szerződés arra is kitér, hogy a játékosoknak nem szabad nyilatkozniuk arról, hogy mi történik a zuhanás után. Ha ezt megszegnék, kártérítést kell fizetniük.

## Gundel Takács Gábor távozása
2017 januárjában egy kasztingon túljutott jelentkező a közösségi médiában közzétett posztjában megírta, hogy a felvétel előtt értesítették, hogy mégse jöjjön az adás felvételére. A versenyző –, aki egyben Jobbik Ifjúsági Tagozatának alelnöke volt – állítása szerint korábban jelezte, hogy politikai tisztséget is betölt. Ott jelezték, hogy korábban már számos önkormányzati képviselő, polgármester és országgyűlési dolgozó fordult már meg náluk (Gundel Takács Gábor egy későbbi interjúban elmondta, hogy ilyen esetekben kerülték a játékosokkal való interakció során a politikai témákat). Miután a vetélkedőben politika alapon nem engedték a jelentkezőt játszani, a műsorvezető önként távozott a műsorból (és felmondott a csatornánál is).

## Évadok
| Évad | Első adás            | Utolsó adás        | Műsorvezető                               | Eredeti adó |
| ---- | -------------------- | ------------------ | ----------------------------------------- | ----------- |
| 1.   | 2011. október 3.     | 2012. június 7.    | Gundel Takács Gábor                       | M1          |
| 2.   | 2012. szeptember 17. | 2012. december 21. | Gundel Takács Gábor                       | M1          |
| 3.   | 2013. március 18.    | 2013. június 14.   | Gundel Takács Gábor                       | M1          |
| 4.   | 2014. szeptember 28. | 2014. december 19. | Gundel Takács Gábor                       | M1          |
| 5.   | 2015. augusztus 31.  | 2016. június 7.    | Gundel Takács Gábor                       | Duna        |
| 6.   | 2016. augusztus 22.  | 2017. június 16.   | Gundel Takács Gábor (2017. március 10-ig) | Duna        |
| 6.   | 2016. augusztus 22.  | 2017. június 16.   | Héder Barna (2017. június 16-ig)          | Duna        |

## Különkiadások

### Határozott időpontúak
- 2011. december 31. – Szilveszteri különkiadás
- 2012. február 24. – 100. adás
- 2012. április 13. – 12 éves gyerekek adása
- 2012. június 7. – Focisták adása
- 2012. szeptember 17. – Legnagyobb pénzösszeget elvesztő kihívó játékosok adása
- 2012. szeptember 28. – Tűzoltók és kéményseprők adása
- 2012. október 19. – Kevésbé népszerű mesterséget űzők adása
- 2012. november 7. – 200. adás
- 2012. november 23. – Menyasszonyok és vőlegények adása
- 2012. december 6. – 14 éves gyerekek adása
- 2012. december 21. – Passz-terroristák (két passzt elvittek, majd lezuhantak) adása
- 2012. december 31. – Szilveszteri különkiadás 2. – Olimpiai érmesek és riporterek adása
- 2013. március 17. – A Dal 2013 eurovíziós nemzeti dalválasztó showban feltűnt énekesek adása
- 2013. március 28. – Népművészek adása
- 2013. április 8. – Mentők adása
- 2014. október 17. – Cserkészek adása
- 2015. december 17. – Gasztroangyal különkiadás
- 2016. április 12. – 500. adás (100 forintot nyerők adása)
- 2016. május 6. – A Dal 2016 eurovíziós nemzeti dalválasztó showban feltűnt énekesek adása
- 2016. június 7. – 2016-os labdarúgó-Európa-bajnokság különkiadás
- 2016. december 23. – Karácsonyi különkiadás a 2016. évi nyári olimpiai játékok résztvevőivel
- 2017. január 20. – A magyar kultúra napja alkalmából különkiadás az M5 kulturális csatorna arcaival
- 2017. május 3. – 700. adás (a közmédia munkatársaival)

## 25 milliós nyertesek
- Bajorfi Ákos – 2012. február 29.
- Szalai Annamária – 2012. június 12.
- Kádár Zoltán – 2012. december 4.
- Dancz András – 2016. április 27.
- Kiss Judit – 2016. szeptember 26.
- Szilárd Zoltán – 2017. április 3.